# 拉利伯塔德 (厄瓜多爾)
拉利伯塔德（西班牙語：La Libertad）是厄瓜多爾的城鎮，属于聖埃倫娜省，位於該國西部，每年平均降雨量約100毫米，鎮上有重要的油田和水庫，人類在該地區居住的歷史可追溯至公元前10萬年，2001年人口77,646。

## 外部連結
- Official Site （页面存档备份，存于）

2°14′S 80°54′W / 2.233°S 80.900°W